# 楠部工
楠部 工（くすべ たくみ、1964年 - ）は、フリーランスのライター。埼玉県出身。
シンエイ動画創設者の楠部大吉郎の息子であり、妹はイラストレーターの楠部文。叔父に楠部三吉郎がいる。

## 略歴
東京芸術大学大学院、亜細亜堂を経てシンエイ動画に入社し、脚本や3DCGを手掛ける。『Pa-Pa-Pa ザ★ムービー パーマン』を最後にシンエイ動画を退社し、現在はフリーランスの出版ライターとして活動中。

## 人物
『ドラえもんのうた』を作詞したことで有名である。当時は中学2年生であり、子供向け雑誌で特集され話題を呼んだ。しかし、歌詞そのものは楠部一家で案を出し合って作った、いわゆる合作であることを本人が語った。一方で、これについては「父から『（歌詞が）採用されたら一万円あげるから作ってみて』と言われて、お風呂に入って窓ガラスにドラえもんを描いて考えた」とも語っていたことがある。この他にも『ドラえもん・えかきうた』も同時期に手掛けた他、『いいやつなんだよドラえもん』『すてきな一週間』も作詞し、大人になってからは脚本も執筆した。
楠部たくみとクレジットされる事がある。
また叔父である楠部三吉郎によると、小学校高学年の頃、斎藤惇夫の『冒険者たち ガンバと15ひきの仲間』を「これすごく面白いからテレビでやってよ」と三吉郎に見せ、それがきっかけで『ガンバの冒険』の企画がスタートしたという。
藤子・F・不二雄大全集『ドラえもん』12巻（2011年、小学館）の解説を書いている。

## 参加作品

### テレビアニメ
- ドラえもん （第2作第1期：1979年 - 2005年、脚本）※2003年11月7日放送「ころばぬ先の杖」ほか
- ノンタンといっしょ（1992年、脚本）
- 忍たま乱太郎（1993年 - 、脚本）※第4期 - 第5期のみ担当
- カラオケ戦士マイク次郎（1994年 - 1995年、脚本）
- 忍ペンまん丸（1997年 - 1998年、文芸・脚本）※楠部たくみ名義
- キョロちゃん（1999年、特殊効果）
- ニャニがニャンだー ニャンダーかめん（2000年 - 2001年、CGエフェクト）※楠部たくみ名義
- ウミガメと少年（2002年、デジタル合成）
- ふるさと再生 日本の昔ばなし（2012年 - ）※2014年10月5日放送「千両みかん」美術・色彩設定・背景

### 劇場映画
- ドラえもん のび太とロボット王国 （2002年、デジタル合成）
- クレヨンしんちゃん 嵐を呼ぶ アッパレ!戦国大合戦 （2002年、CGI）※雑兵の制作を担当
- ザ☆ドラえもんズ ゴール!ゴール!ゴール!! （2002年、CGI）
- Pa-Pa-Pa ザ★ムービー パーマン （2003年、CGI）

### OVA
- とっとこハム太郎 アニメでちゅ! （1999年、デジタル撮影）
- Spirit of Wonder 少年科學倶楽部 （2001年、3DCG）
- Spirit of Wonder チャイナさんの縮小 （2001年、メカ設定）
- Spirit of Wonder チャイナさんの惑星 （2001年、デジタルワークス）